# Ecitophora halterata
Ecitophora halterata är en tvåvingeart som först beskrevs av Borgmeier 1936.  Ecitophora halterata ingår i släktet Ecitophora och familjen puckelflugor. Inga underarter finns listade i Catalogue of Life.